# Plansee (Tirol)
Plansee este un lac din Alpii Ammergau, în apropiere de granița Austriei cu Germania. El este situat în apropierea comunelor Breitenwang și Heiterwang din districtul Reutte (landul Tirol, Austria). Suprafața sa este de aproximativ 2.87 km² și adâncimea maximă de 78 de metri.

## Aspecte generale
Plansee, care se află la o distanță de 7 km sud-vest de Ammersattel, a fost conectat din 1908 printr-un canal de circa 300 m lungime cu Lacul Heiterwang aflat la o altitudine cu 68 cm mai mare, din care el, în afară de afluenții Spießbach și Torsäulenbach, își ia apele. În nord-vest, Plansee are o vărsare prin intermediul așa-numitului Kleinen Plansee și prin Archbach către Lech. El are două gropi cu adâncimile de 78 m și 72 m pe o suprafață totală de 2.87 km² și este cel mai mare lac din district (Außerfern).
Pe lacurile Plansee și Heiterwang sunt construite hidrocentrale de către uzina de electricitate din Reutte, dar în lunile de iarnă nivelul apei este scăzut. Ca și lacul Heiterwang, Plansee are o cantitate redusă de alge, lipsă de substanțe nutritive, adâncimi de mare vizibilitate (până la 15 m) și, prin urmare, o calitate excelentă a apei.
Pe ambele lacuri operează una dintre cele mai mari companii navale comerciale din Austria, oferind plimbări cu vaporașul de la sfârșitul lunii mai și până toamna.
În localitatea omonimă Plansee (comuna Breitenwang), există un loc de camping, Hotelul "Forelle" (în traducere "Păstrăvul"), un centru de scafandri, precum și un  dig pentru protejarea localității de inundații.
Pe malul de nord al lacului, prin Ammersattel, trece drumul care face legătura între Reutte și Ettal sau Oberammergau.

## Istoric
În timpul celui de-Al Doilea Război Mondial s-a aflat aici o tabără a lagărului de concentrare Dachau.

## Imagini

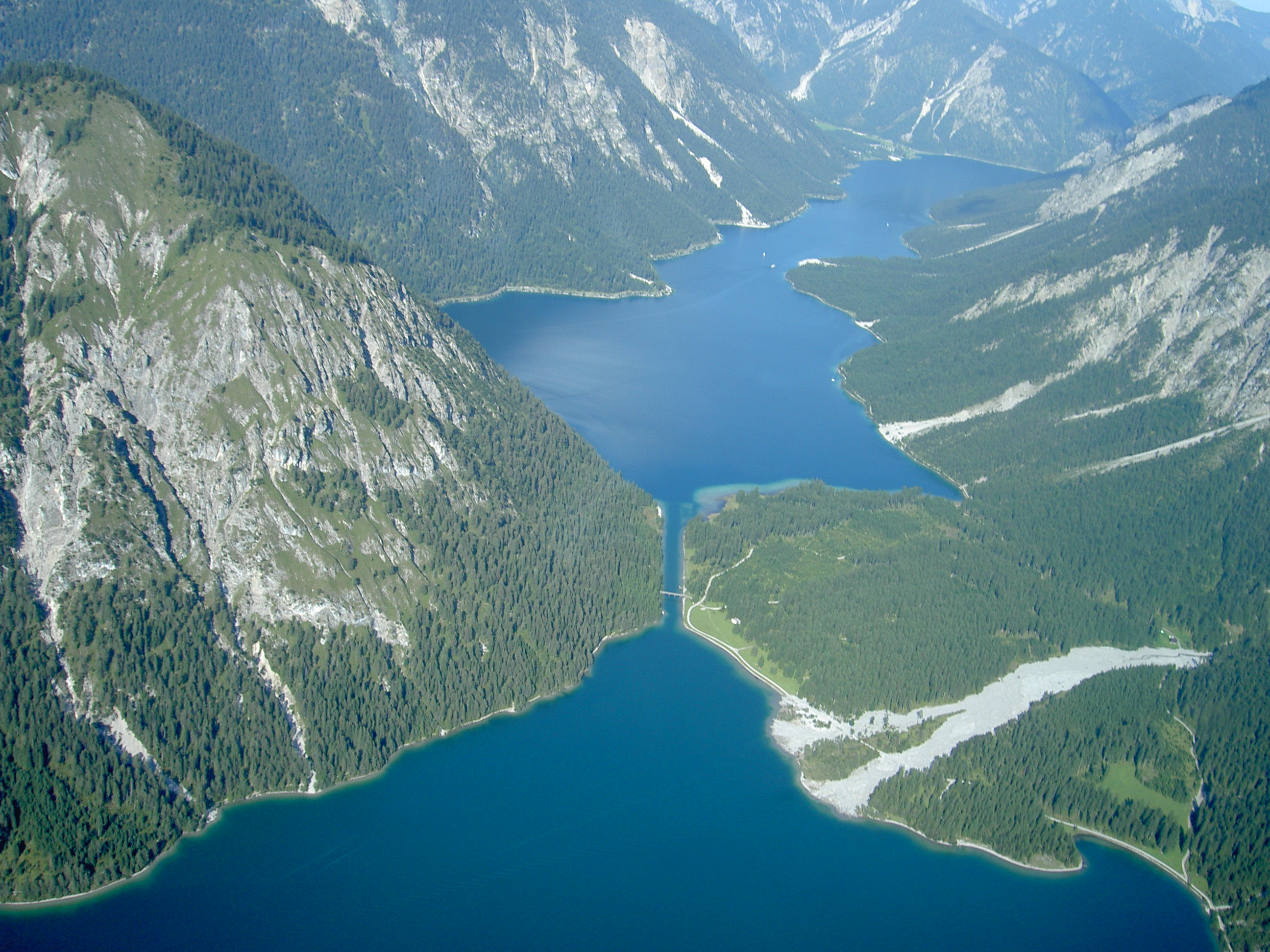
Lacul Heiterwang (în faţă) şi Plansee cu canalul de legătură, vedere aeriană de la sud-vest
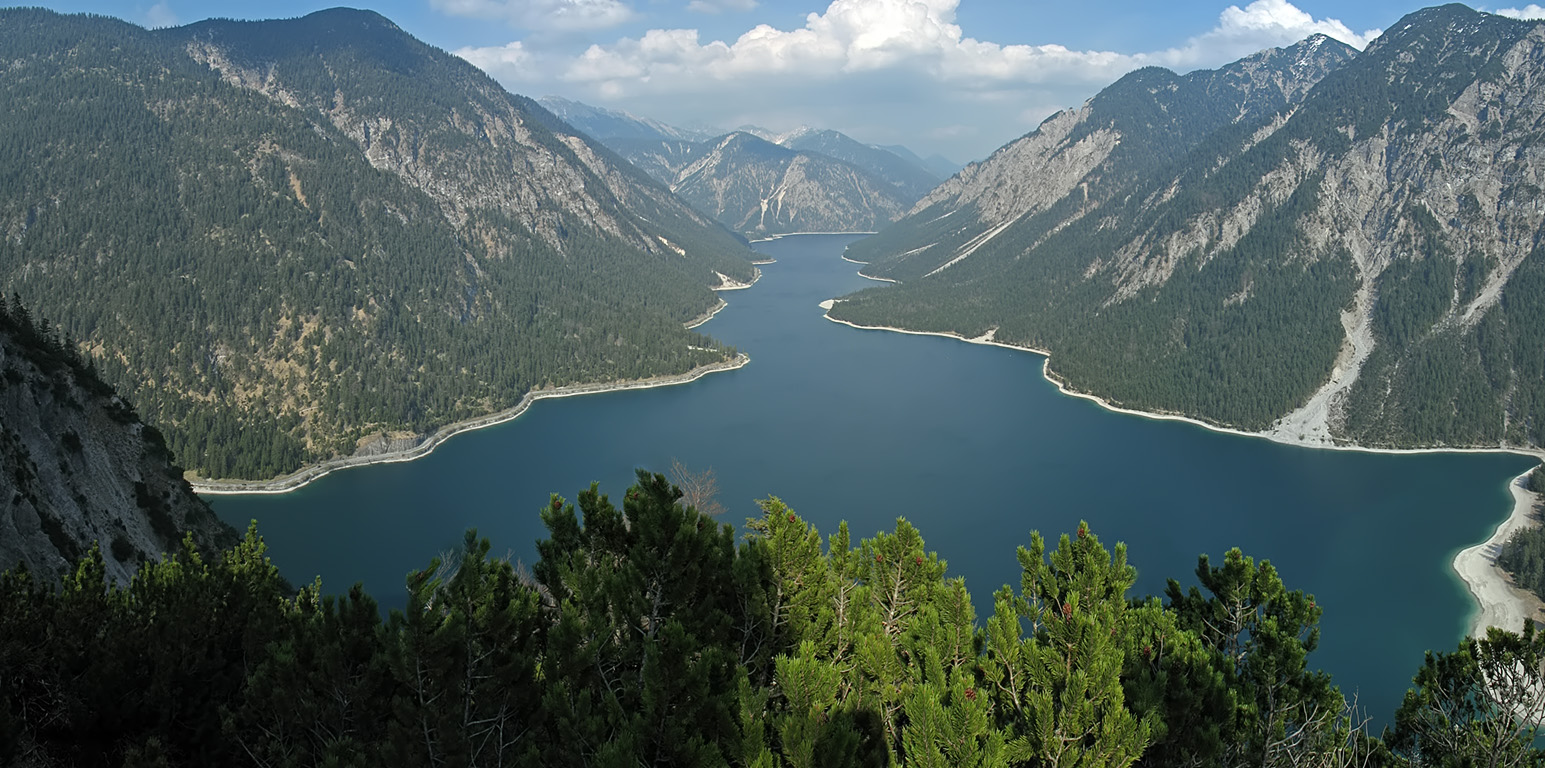
De la vest la est
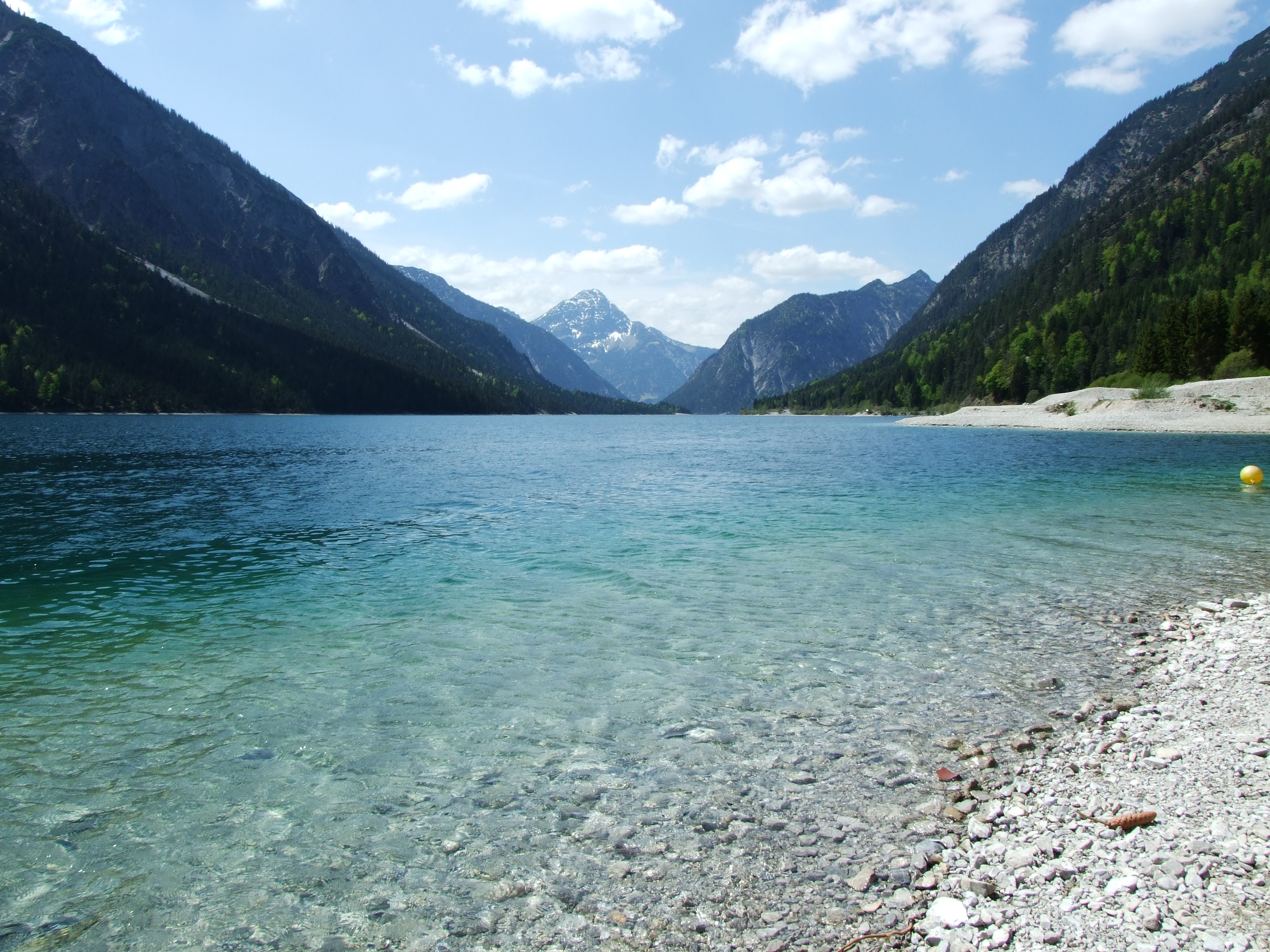
Vedere spre vest, din zona de camping
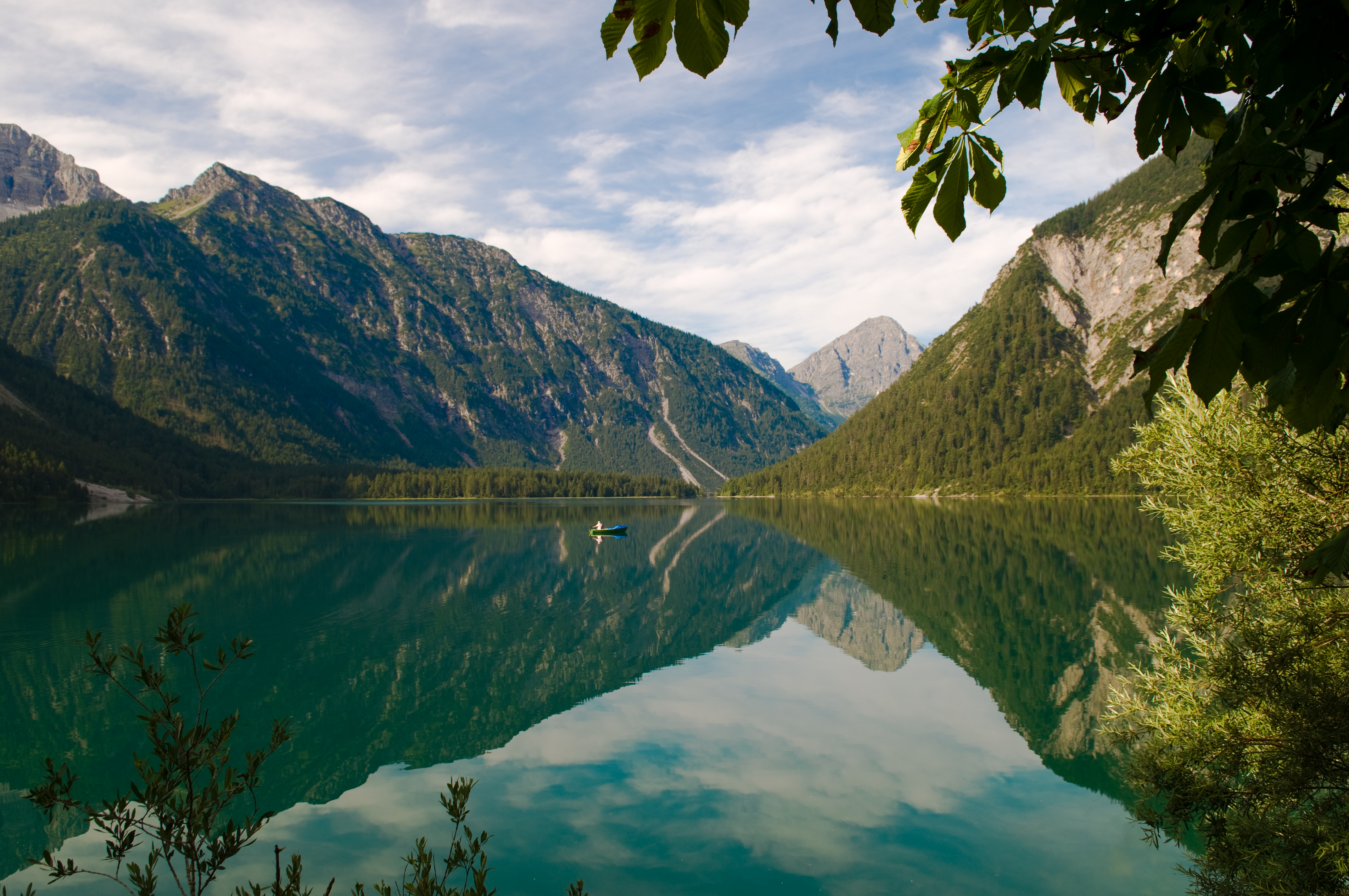
Plansee
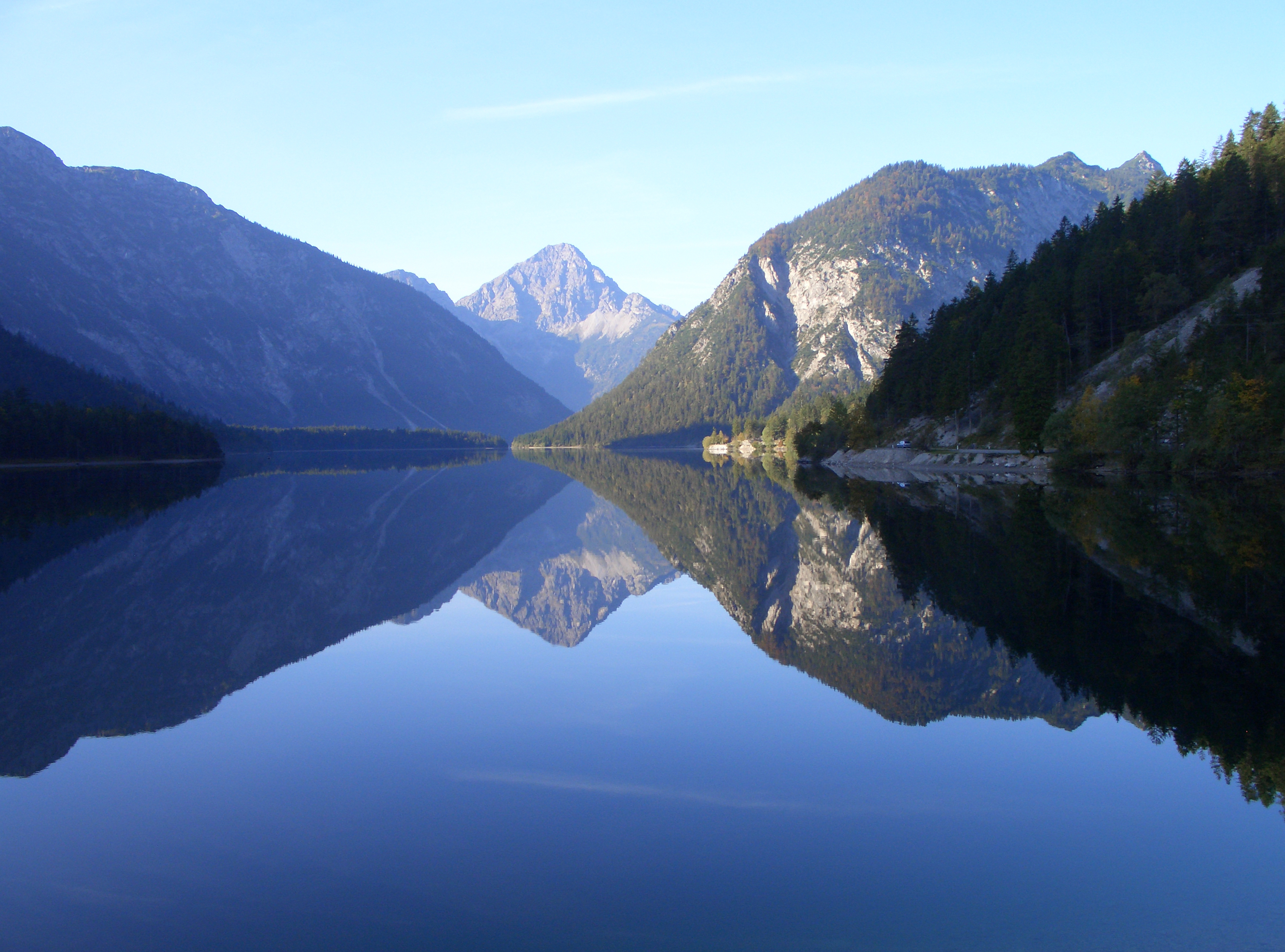
Vedere de pe şoseaua ce traversează munţii Thaneller şi Tauern
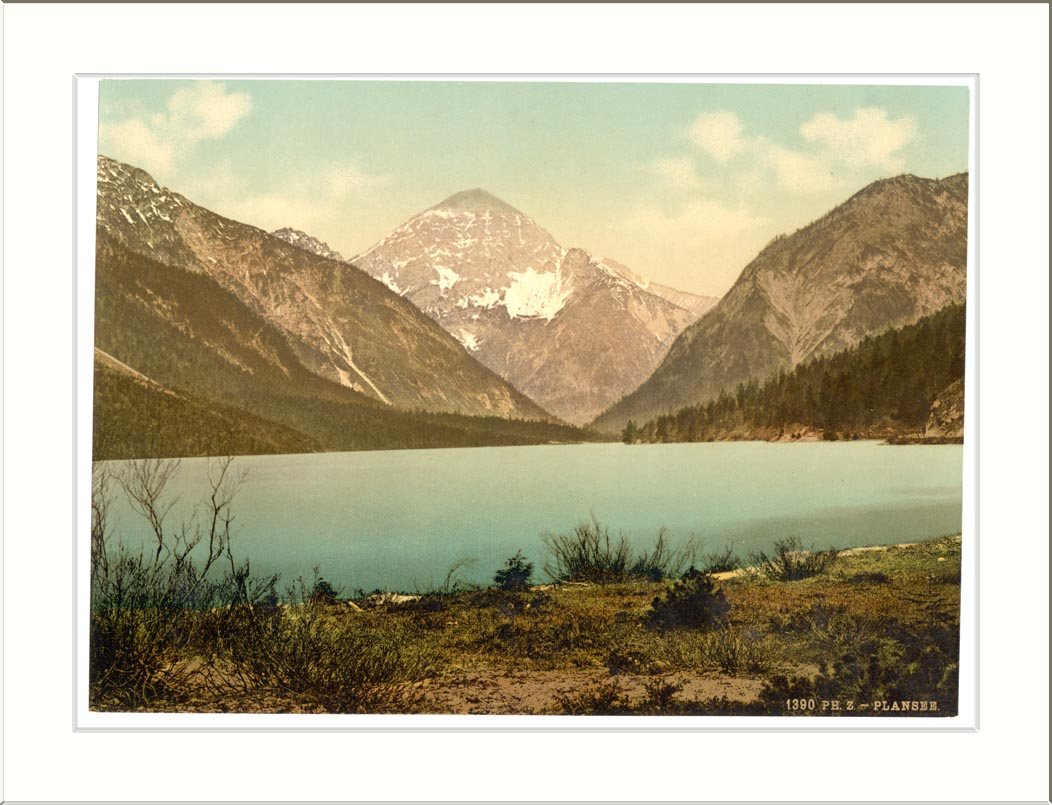
Fotografie din 1891
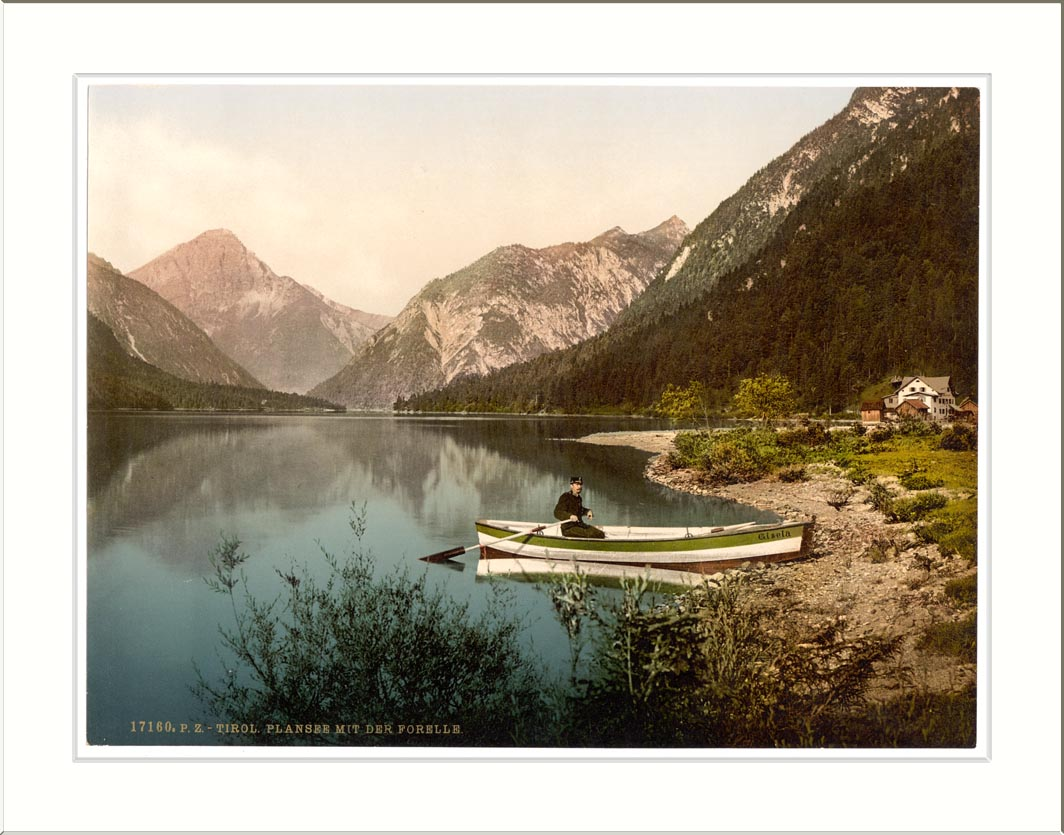
Fotografie din 1891
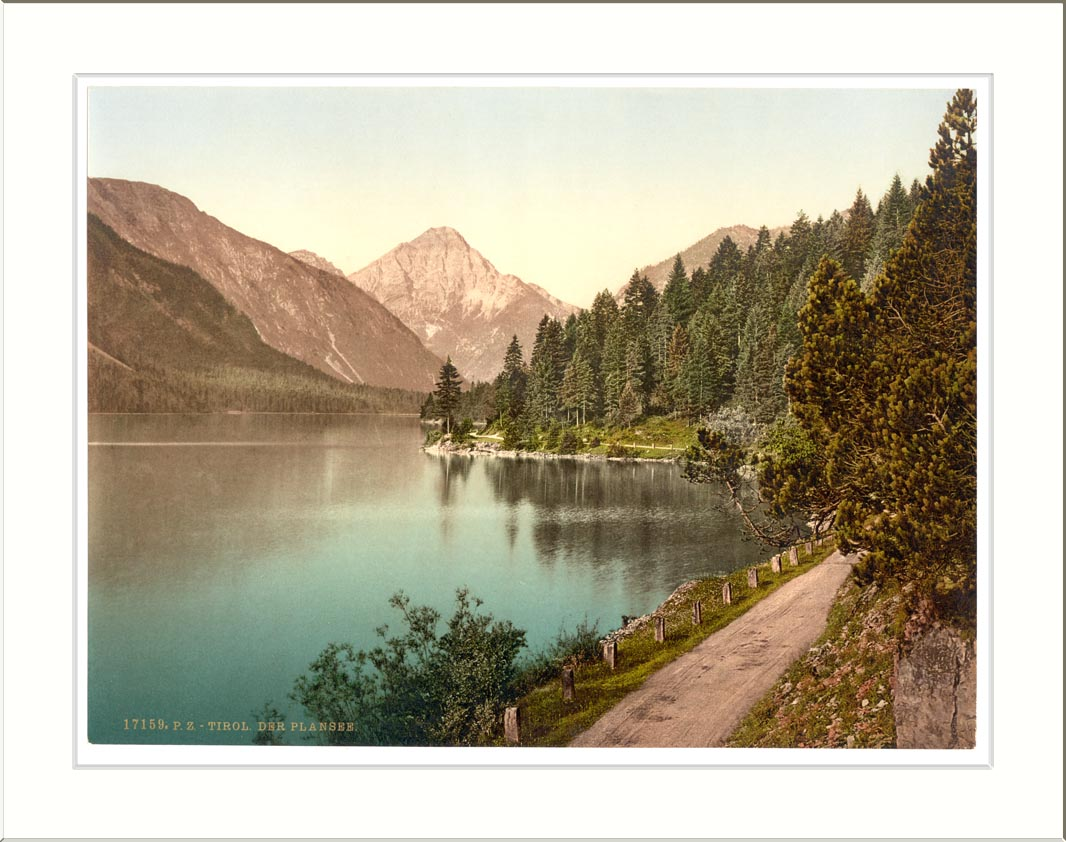
Fotografie din 1891
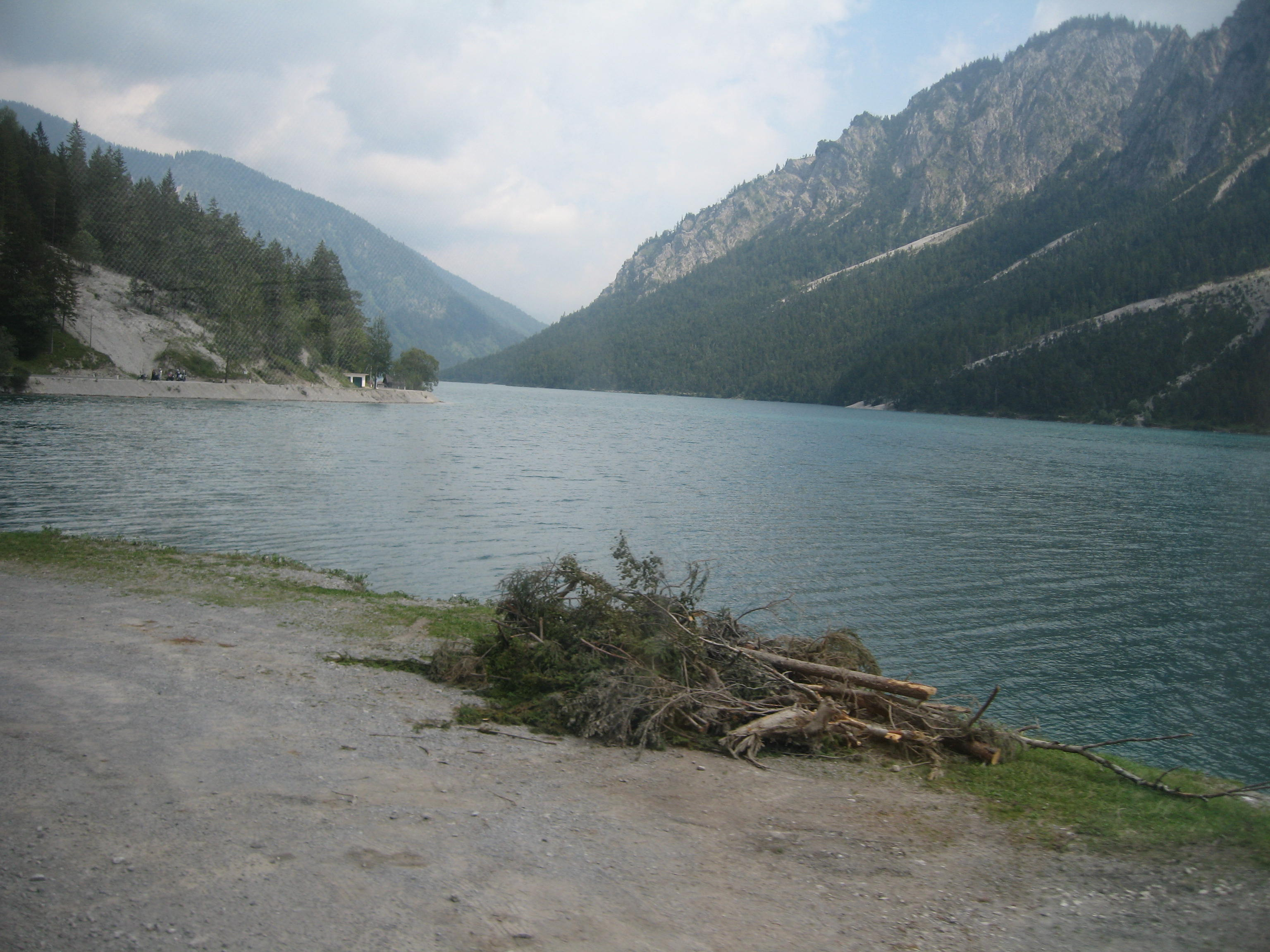
Lacul Plansee
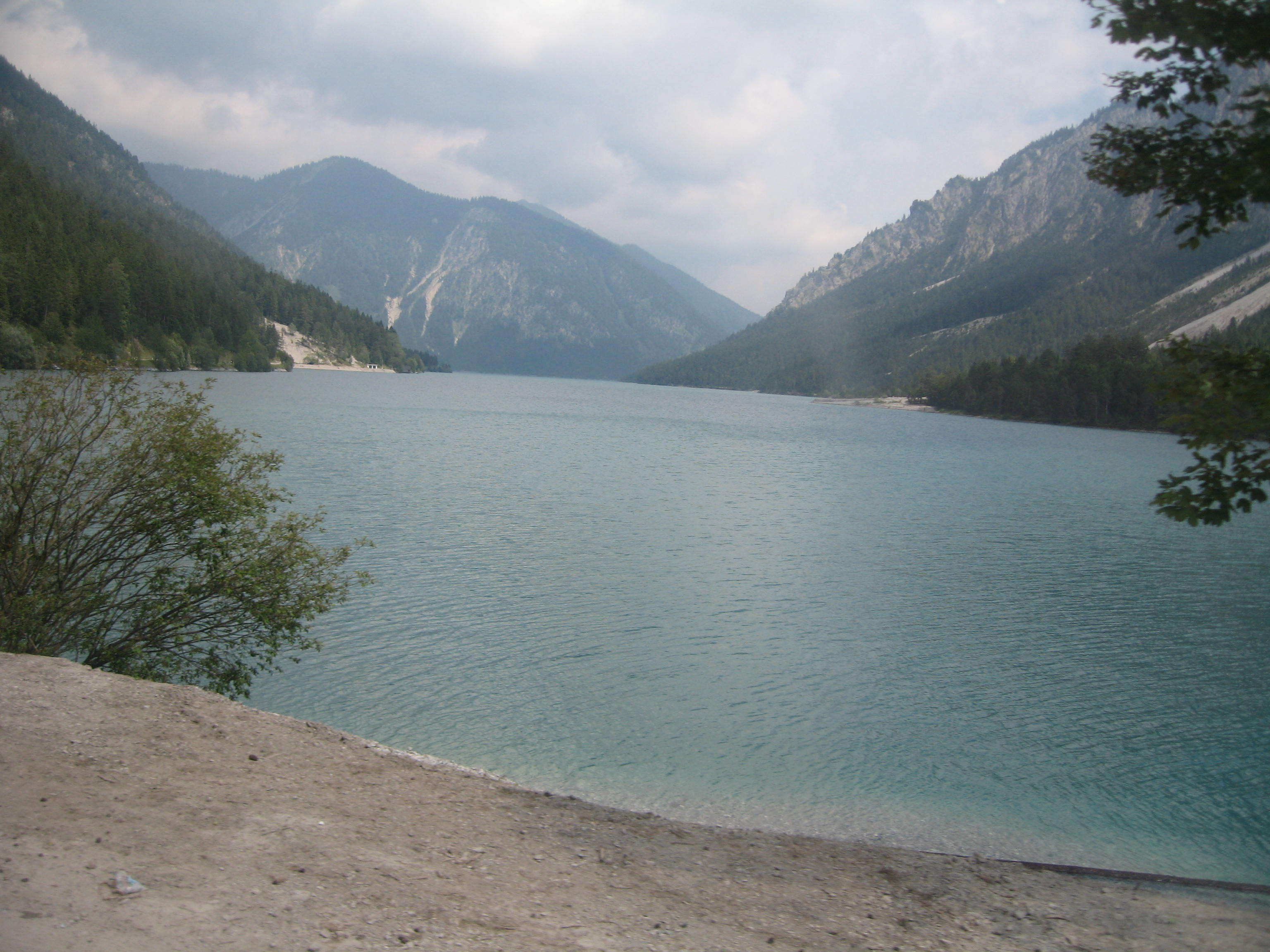
Lacul Plansee